# Belgische kampioenschappen indoor atletiek 1993
In 1993 werden de Belgische kampioenschappen indoor atletiek Alle Categorieën gehouden op zondag 7 februari in Gent.

## Uitslagen

### 60 m
| rang   | atleet          | prestatie |
| ------ | --------------- | --------- |
| Goud   | Samy Thomas     | 6,77 s    |
| Zilver | Patrick Stevens | 6,79 s    |
| Brons  | David Branle    | 6,92 s    |

| rang   | atlete            | prestatie |
| ------ | ----------------- | --------- |
| Goud   | Kathleen Van Hove | 7,48 s    |
| Zilver | Sylvia Dethier    | 7,49 s    |
| Brons  | Nancy Callaerts   | 7,55 s    |

### 200 m
| rang   | atleet             | prestatie |
| ------ | ------------------ | --------- |
| Goud   | Erik Wijmeersch    | 21,59 s   |
| Zilver | Wim Van Avondt     | 21,78 s   |
| Brons  | Stefan Allemeersch | 22,02 s   |

| rang   | atlete            | prestatie    |
| ------ | ----------------- | ------------ |
| Goud   | Kathleen Van Hove | 23,86 s (NR) |
| Zilver | Melanie Moreels   | 24,80 s      |
| Brons  | Cathy Lenoir      | 25,14 s      |

### 400 m
| rang   | atleet            | prestatie |
| ------ | ----------------- | --------- |
| Goud   | Bart Carlier      | 47,99 s   |
| Zilver | Kristof De Bekker | 49,09 s   |
| Brons  | Luc Van Berlo     | 49,76 s   |

| rang   | atlete            | prestatie |
| ------ | ----------------- | --------- |
| Goud   | Martine Meersman  | 54,33 s   |
| Zilver | Françoise Dethier | 56,84 s   |
| Brons  | Nancy Verlee      | 57,63 s   |

### 800 m
| rang   | atleet           | prestatie |
| ------ | ---------------- | --------- |
| Goud   | Luc Bernaert     | 1.49,97   |
| Zilver | Bart De Loof     | 1.51,48   |
| Brons  | Patrick Grammens | 1.52,27   |

| rang   | atlete         | prestatie |
| ------ | -------------- | --------- |
| Goud   | Anneke Matthys | 2.06,09   |
| Zilver | Ann Maenhout   | 2.06,57   |
| Brons  | Anja Buysse    | 2.06,81   |

### 1500 m
| rang   | atleet            | prestatie |
| ------ | ----------------- | --------- |
| Goud   | Christophe Impens | 3.40,64   |
| Zilver | Marc Corstjens    | 3.41,64   |
| Brons  | Bart Meganck      | 3.42,97   |

| rang   | atlete            | prestatie |
| ------ | ----------------- | --------- |
| Goud   | Laurence Roobaert | 4.30,73   |
| Zilver | Maria Byczkowska  | 4.35,29   |
| Brons  | Sophie Detienne   | 4.48,85   |

### 3000 m
| rang   | atleet         | prestatie |
| ------ | -------------- | --------- |
| Goud   | Gino Van Geyte | 8.04,99   |
| Zilver | Ivo Claes      | 8.10,43   |
| Brons  | Nick Heremans  | 8.10,71   |

| rang   | atlete | prestatie |
| ------ | ------ | --------- |
| Goud   | ?      |           |
| Zilver | ?      |           |
| Brons  | ?      |           |

### 60 m horden
| rang   | atleet        | prestatie |
| ------ | ------------- | --------- |
| Goud   | Alain Cuypers | 7,75 s    |
| Zilver | Huub Grossard | 7,92 s    |
| Brons  | Sven Marien   | 8,00 s    |

| rang   | atlete              | prestatie |
| ------ | ------------------- | --------- |
| Goud   | Caroline Delplancke | 8,25 s    |
| Zilver | Sylvia Dethier      | 8,32 s    |
| Brons  | Veronique Storme    | 8,64 s    |

### Verspringen
| rang   | atleet              | prestatie |
| ------ | ------------------- | --------- |
| Goud   | Rudi Vanlancker     | 7,58 m    |
| Zilver | Laurent Broothaerts | 7,58 m    |
| Brons  | Didier Mommaert     | 7,46 m    |

| rang   | atlete            | prestatie |
| ------ | ----------------- | --------- |
| Goud   | Hilde Vervaet     | 6,08 m    |
| Zilver | Sandrine Hennart  | 5,92 m    |
| Brons  | Angélique Remacle | 5,70 m    |

### Hink-stap-springen
| rang   | atleet              | prestatie |
| ------ | ------------------- | --------- |
| Goud   | Erik Nys            | 15,42 m   |
| Zilver | Kedjeloba Mambo     | 15,28 m   |
| Brons  | David Vanderhaeghen | 14,91 m   |

| rang   | atlete              | prestatie |
| ------ | ------------------- | --------- |
| Goud   | Sandra Swennen      | 11,87 m   |
| Zilver | Kathleen Vriesacker | 11,86 m   |
| Brons  | Christelle Detrain  | 11,44 m   |

### Hoogspringen
| rang   | atleet            | prestatie |
| ------ | ----------------- | --------- |
| Goud   | Carl Van Roeyen   | 2,17 m    |
| Zilver | Robert Kuster     | 2,13 m    |
| Brons  | Dimitri Maenhoudt | 2,10 m    |

| rang   | atlete            | prestatie |
| ------ | ----------------- | --------- |
| Goud   | Sabrina De Leeuw  | 1,86 m    |
| Zilver | Heidi Paesen      | 1,74 m    |
| Brons  | Sabine De Wachter | 1,68 m    |

### Polsstokhoogspringen
| rang   | atleet          | prestatie |
| ------ | --------------- | --------- |
| Goud   | Domitien Mestré | 5,35 m    |
| Zilver | Alan De Naeyer  | 5,20 m    |
| Brons  | Peter Moreels   | 5,00 m    |

### Kogelstoten
| rang   | atleet          | prestatie |
| ------ | --------------- | --------- |
| Goud   | Kurt Boffel     | 16,39 m   |
| Zilver | Noël Legros     | 15,26 m   |
| Brons  | Jordy Beernaert | 15,11 m   |

| rang   | atlete             | prestatie |
| ------ | ------------------ | --------- |
| Goud   | Greet Meulemeester | 15,26 m   |
| Zilver | Hilde Gieghase     | 13,61 m   |
| Brons  | Helen Weidum       | 13,23 m   |

1985 ·
1986 ·
1987 ·
1988 ·
1989 ·
1990 ·
1991 ·
1992 ·
1993 .
1994 ·
1995 .
1996 ·
1997 ·
1998 .
1999 ·
2000 .
2001 · 
2002 · 
2003 · 
2004 · 
2005 · 
2006 · 
2007 · 
2008 · 
2009 · 
2010 · 
2011 · 
2012 · 
2013 · 
2014 ·
2015 ·
2016 ·
2017 ·
2018 ·
2019 ·
2020 ·
2021 ·
2022 ·
2023 ·
2024 ·
2025